# Ezerjó
La  ezerjó es una uva blanca de vino húngara que crece sobre todo en la región de Mór. Es esuada para hacer vinos dulces de postre.

## Sinónimos
También es conocida por los sinónimos biella, budai feher, budicsin, budicsina, cirfondli, ezer jo, feher bakator, feher budai, feher sajgo, feher szagos, frank, kerekes, kolmreifer, kolmreifler, konreifler, korpavai, korponai, korponoi, matyok, predobre, refosco, refosco weiss, romandi, satoki, scheinkern, scheinkernweiss, shaikern, staloci, szadocsina, szadoki, szatoki, szatoky, tausendfachgute, tausendgerte, tausendgut, tausendgute y trummertraube.